# Alfred Wierusz-Kowalski

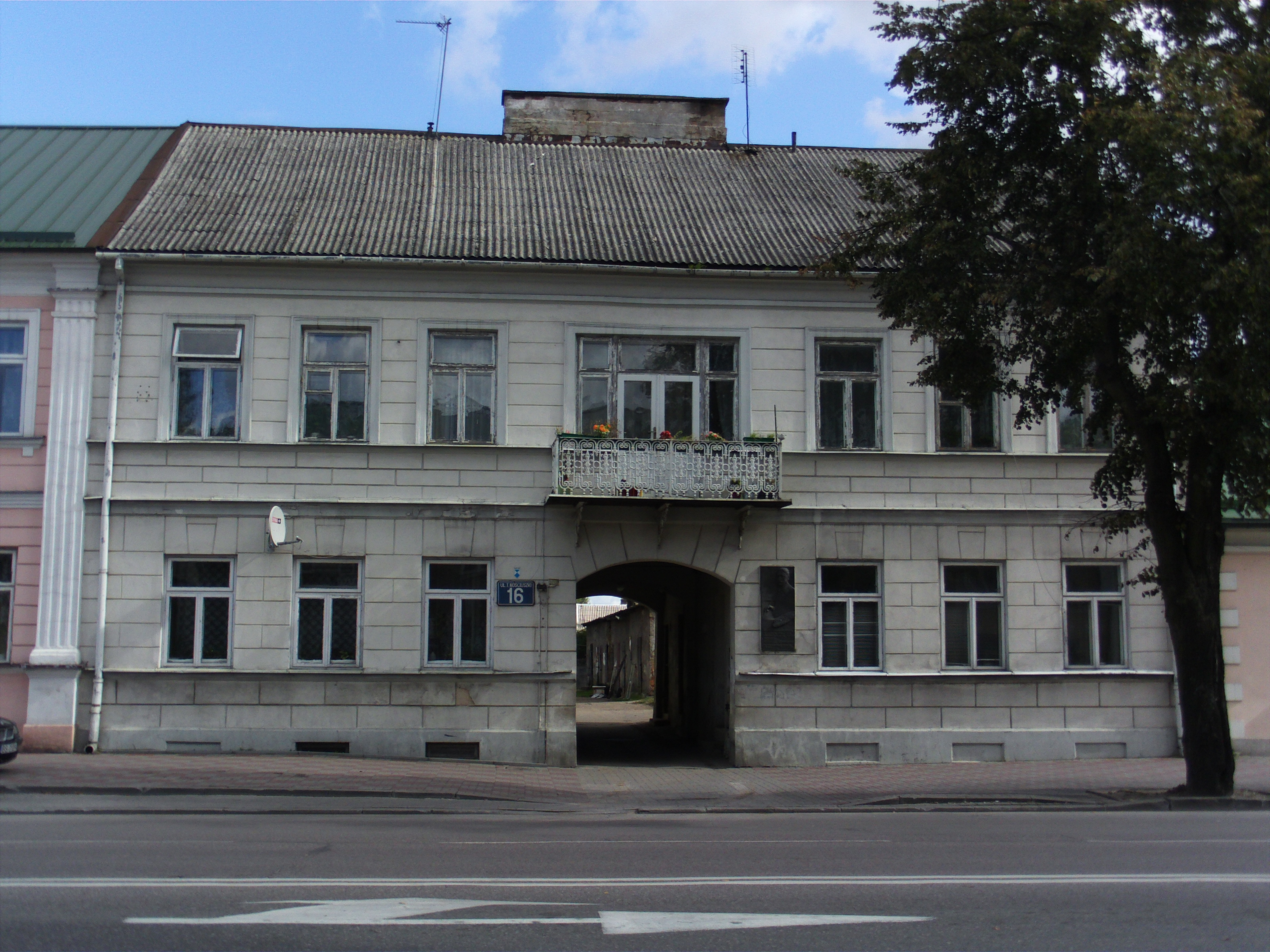
Kamienica w Suwałkach – miejsce zamieszkania artysty w latach 1856–1865

Alfred Jan Maksymilian Kowalski herbu Wieruszowa, Alfred Wierusz-Kowalski (ur. 11 października 1849 w Suwałkach, zm. 16 lutego 1915 w Monachium) – polski malarz, przedstawiciel tzw. szkoły monachijskiej w malarstwie realistycznym, członek i honorowy profesor Akademii Sztuk Pięknych w Monachium.

## Życiorys
Był pierwszym dzieckiem z drugiego małżeństwa Teofila Kowalskiego herbu Wieruszowa, notariusza, i Teofili z Siewierskich, córki zarządcy majątku. Dobrze sytuowani materialnie Kowalscy posiadali w Suwałkach dom mieszkalny oraz nieduży majątek w Dębszczyźnie koło Filipowa, w którym spędzali letnie miesiące. Rodzina opuściła Suwałki w 1865, gdy Teofil Kowalski przeniósł się na posadę notariusza do Kalisza. Tam Alfred kontynuował naukę w rządowym Męskim Gimnazjum Klasycznym, w którym rysunku uczył go Stanisław Barcikowski, absolwent Szkoły Sztuk Pięknych, oraz Kazimierz Górnicki. W latach 1868–1871 uczęszczał do warszawskiej Klasy Rysunkowej, gdzie studiował pod kierunkiem Rafała Hadziewicza, Aleksandra Kamińskiego i Wojciecha Gersona.
W latach 1872–1873 studiował w Akademii Sztuk Pięknych w Dreźnie. Od połowy października 1873 w Akademii Monachijskiej kontynuował studia pod kierunkiem Aleksandra von Wagnera w jego Malschule; wiele miał również zawdzięczać Józefa Brandtowi, w którego pracowni się doskonalił i gdzie zapoznał się z innymi polskimi malarzami. W Monachium Wierusz-Kowalski założył własną pracownię i pozostał na stałe. Szybko zdobył uznanie u miejscowych handlarzy dzieł sztuki i wybitną pozycję w świecie artystycznym. W uznaniu zasług otrzymał w 1890 tytuł honorowego profesora tamtejszej Akademii Sztuk Pięknych.

## Twórczość

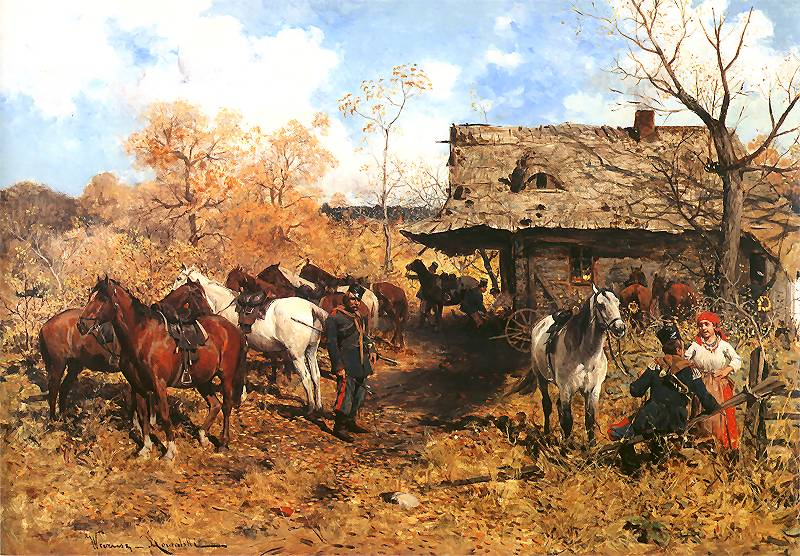
Postój ułanów (1877)

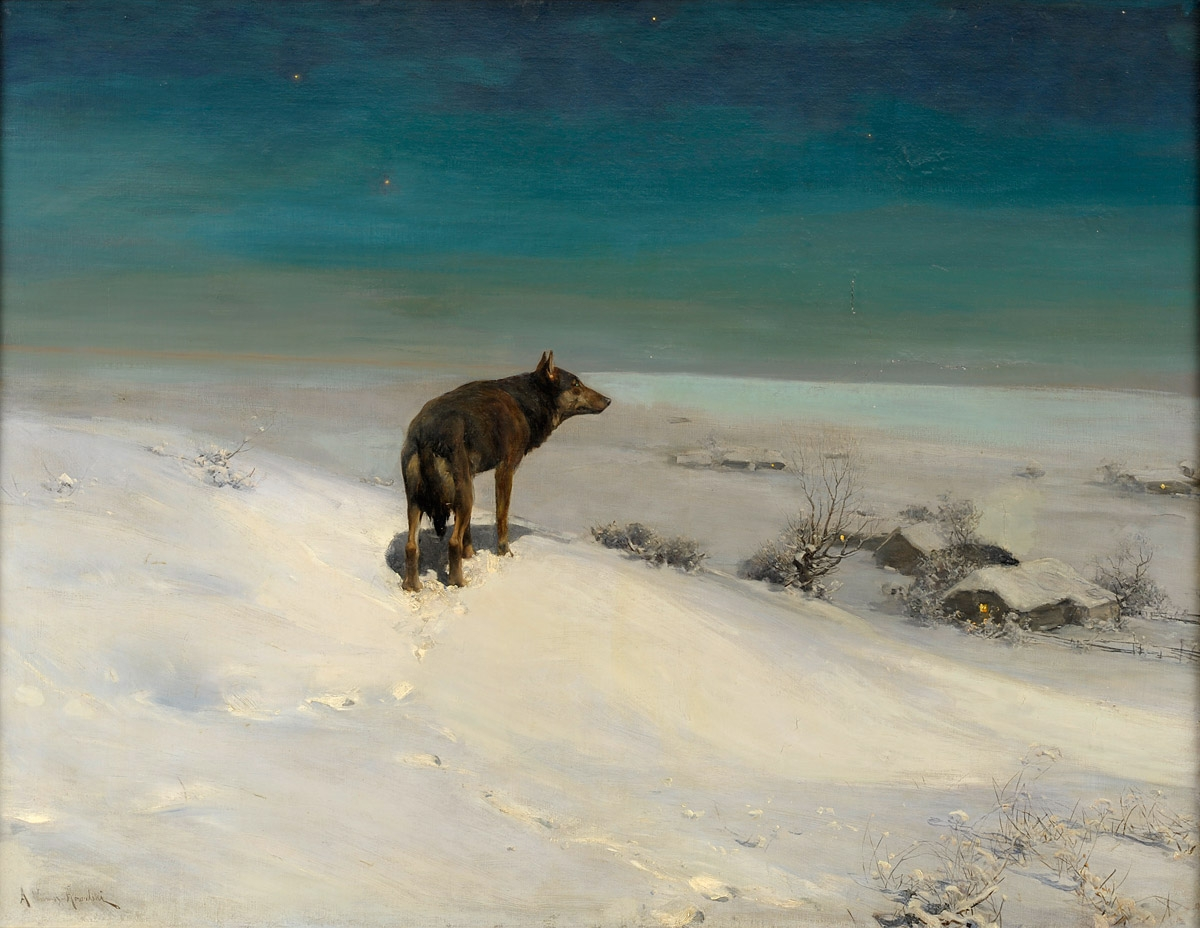
Wilk

We wczesnym okresie pozostawał pod wyraźnym wpływem Maksymiliana Gierymskiego, później jednakże odszedł od jego koncepcji artystycznej. Niezwykłe powodzenie w skali międzynarodowej przyniosły mu niewielkie rozmiarem a sprawnie malowane kompozycje pejzażowe z wiejską scenerią kresową, chętnie ukazywaną w warunkach zimowych, i wzbogacane ekspresyjnymi przedstawieniami koni oraz egzotycznym na Zachodzie motywem wilka na tle mroźnego pejzażu.
Jego obrazy, osadzone głęboko w rodzimej tematyce z odpowiednim sztafażem, przedstawiały sceny rodzajowe z małych osiedli i miasteczek, nierzadko ukazane z humorem i nutą ironii (Przyjazd karetki pocztowej, Wypadek w podróży), liczne wesela krakowskie, wyjazdy i powroty z polowań. Przede wszystkim zaś sceny dramatycznych napaści wilków na podróżujących saniami ludzi i oszalałe ze strachu konie, odnosiły ogromny sukces.
Mniejszą rolę odgrywały w jego twórczej tematyce motywy historyczne i batalistyczne, wraz z portretowaniem podejmowane dość sporadycznie. W 1903 artysta odbył krótką podróż do Północnej Afryki, inspirującą w jego twórczości wątki orientalne wraz z pojawieniem się w niej egzotycznej tematyki arabskiej (Beduini przy studni, Z rozkazem wojennym – Maroko, Przed meczetem). Stopniowo jednak artyzm malarza ulegał spłyceniu, a jego twórczość, znana najbardziej z wystaw w krajach niemieckich, w ojczyźnie poznawana była głównie dzięki reprodukcjom zamieszczanym w czasopismach. Prace jego też od 1869 wystawiano okresowo w „Zachęcie”, gdzie dwukrotnie miał wystawy indywidualne (1908, 1935).
Wierusz-Kowalski był przede wszystkim uczestnikiem wielu wystaw międzynarodowych, choć poza Warszawą eksponował swe obrazy również w Krakowie, Lwowie i Poznaniu. Uzyskiwał nagrody i medale w Monachium, Wiedniu, Berlinie, Paryżu, Saint Louis i Louisville. Wielki złoty medal otrzymał także w roku 1904 na ogólnokrajowej wystawie we Lwowie. Obrazy jego nabywały największe galerie i muzea europejskie oraz amerykańskie.
Niesłabnąca przez dziesięciolecia popularność artysty sprawiła, że pod koniec życia tworzył w sposób masowy, niemal rzemieślniczy. W swojej pracowni zatrudniał młodych malarzy wykonujących kopie najsłynniejszych jego prac, które następnie sam wykańczał i sygnował własnym nazwiskiem. Jak twierdzi niemiecki historyk sztuki Hans-Peter Bühler, artysta przypuszczalnie podpisywał niektóre obrazy pseudonimem „Jan Konarski”.

## Życie prywatne

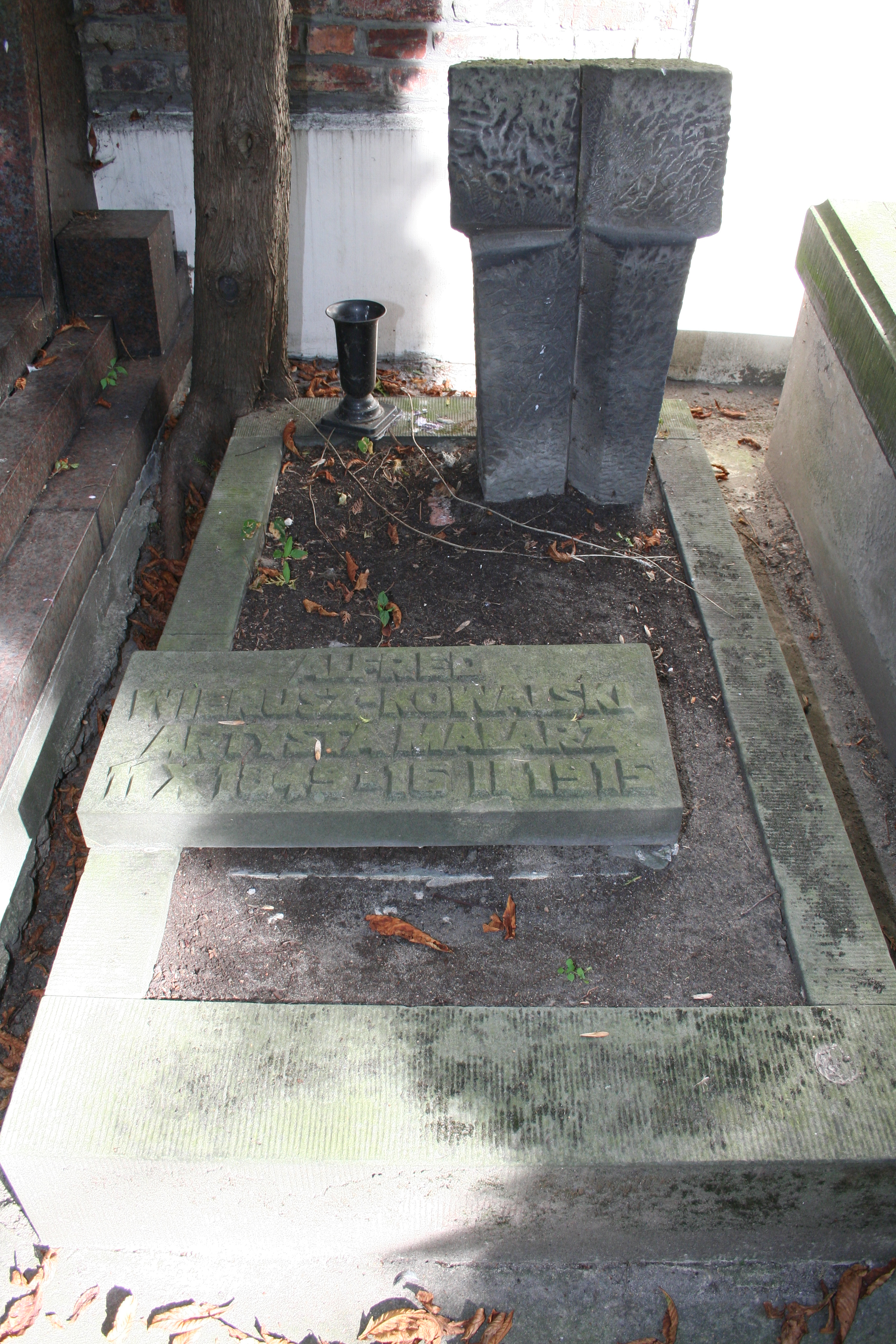
Grób artysty na cmentarzu Powązkowskim

W 1878 ożenił się z Jadwigą Szymanowską, z którą miał pięcioro dzieci. Jeden z jego synów – Czesław, był malarzem, podobnie jak jego córka Joanna Wierusz-Kowalska – wnuczka Alfreda. Do jego dalszej rodziny należy także Karol Wierusz-Kowalski, który był jego bratankiem.
Malarz zmarł 16 lutego 1915 w Monachium. Pierwotnie został pochowany na tamtejszym cmentarzu Leśnym, lecz w 1936 jego prochy sprowadzono do kraju i złożono w alei zasłużonych na cmentarzu Powązkowskim w Warszawie (grób 19); autorką nagrobka jest Barbara Zbrożyna.

## Upamiętnienie
W okresie powojennym prace artysty eksponowano w Suwałkach (1966), a także w Ciechanowcu (1978) – wraz z obrazami syna Czesława oraz innych członków rodziny. W 1972 w Muzeum Okręgowym w Suwałkach otwarta została stała wystawa poświęcona życiu i twórczości artysty. Rok 2024 został ustanowiony rokiem artysty przez radę miejską w Suwałkach w 175. rocznicę jego urodzin. W centrum miasta, na placu Marii Konopnickiej, udostępniono wystawę poświęconą życiu i twórczości artysty.
W 2015 r. Narodowy Bank Polski wydał upamiętniającą Alfreda Kowalskiego srebrną monetę kolekcjonerską o nominale 20 złotych należącą do serii „Polscy Malarze XIX/XX wieku”.